# Klaus Schwabe (Bildhauer)

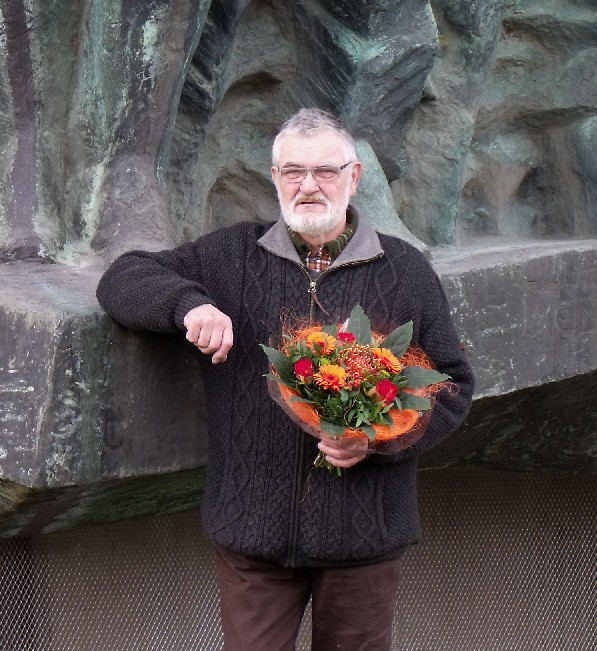
Klaus Schwabe 2009

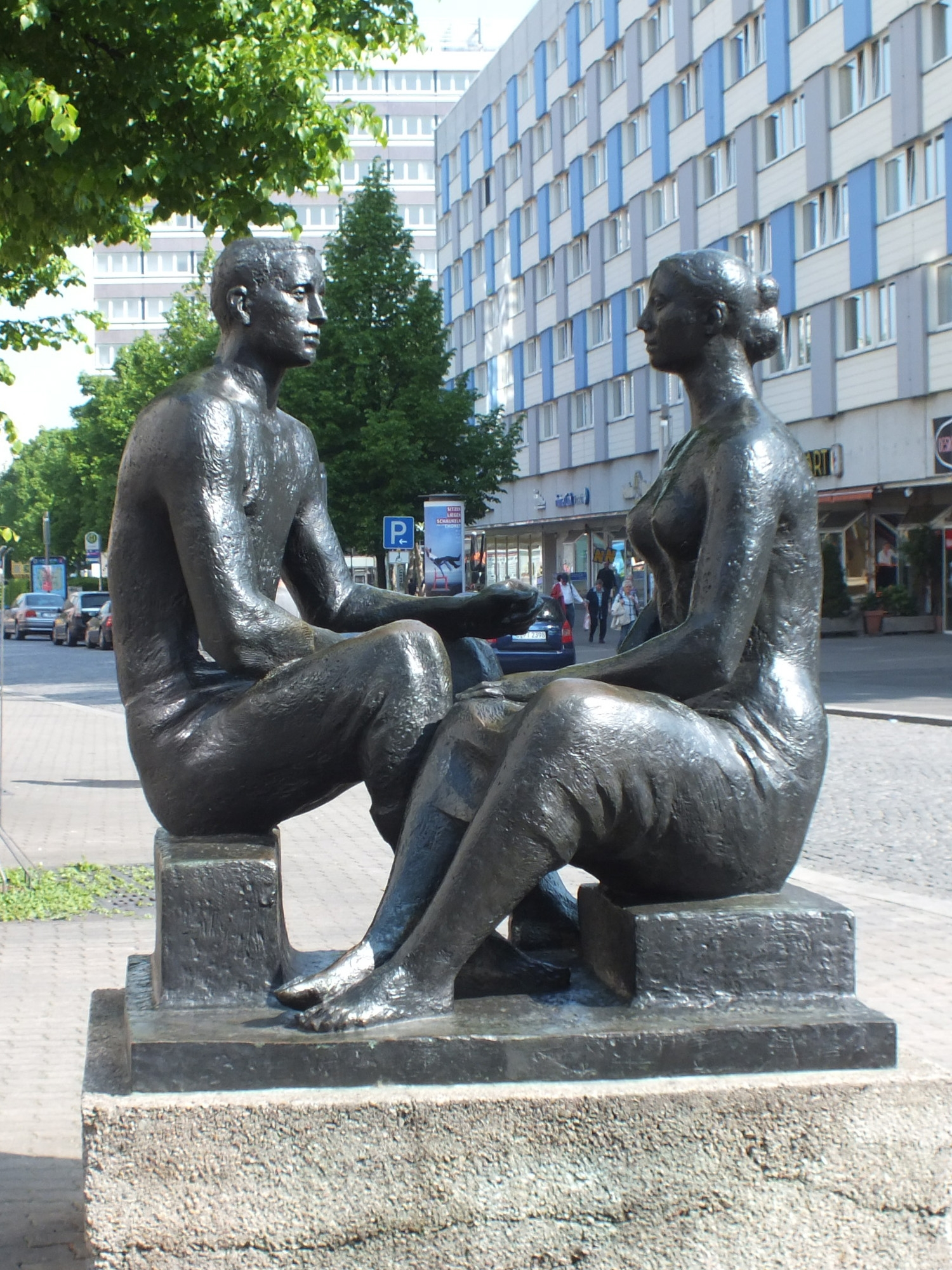
„Junges Paar“ (1968)

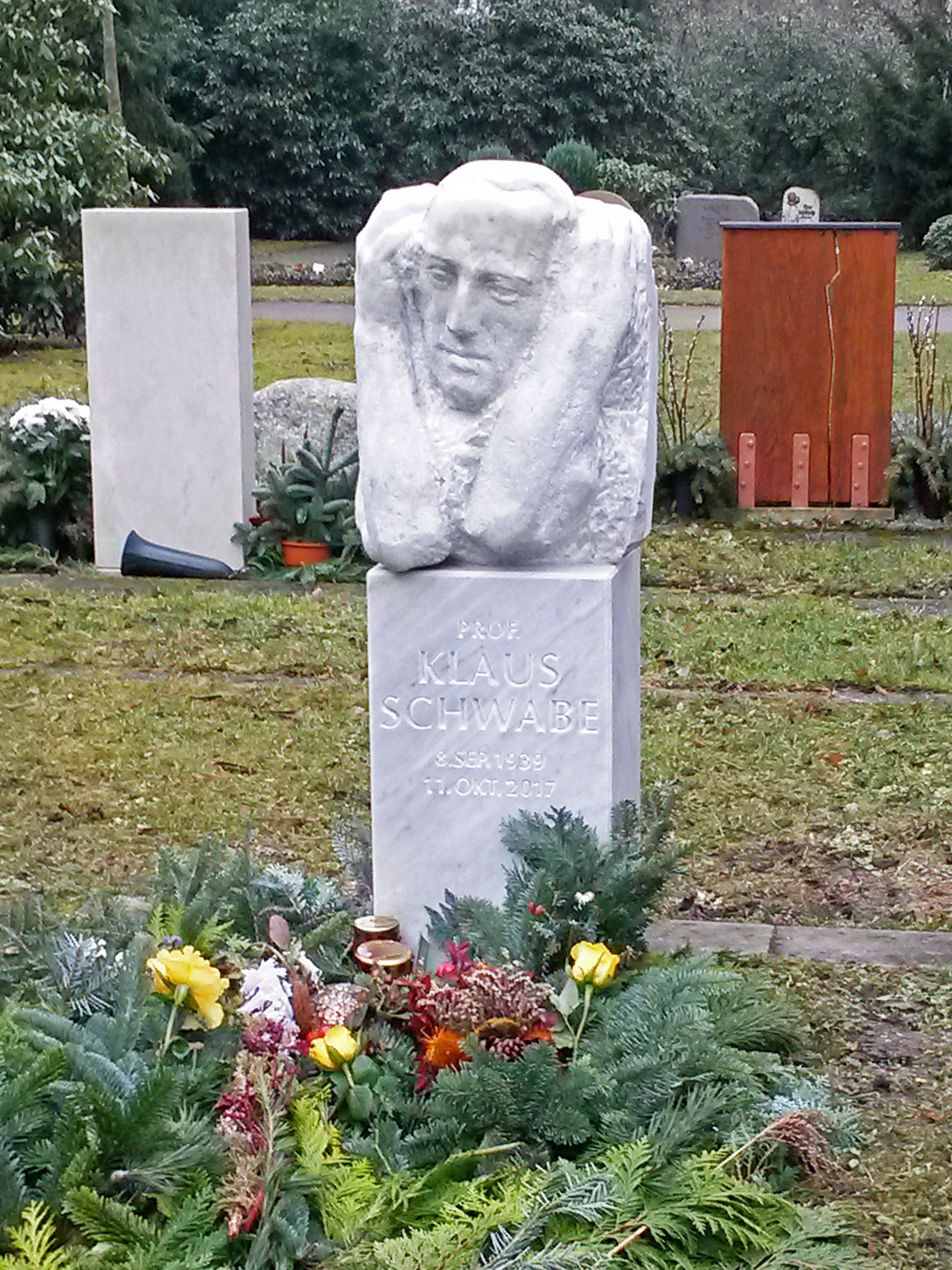
Sein von ihm selbst geschaffenes Grabmal auf dem Leipziger Südfriedhof (2018)

Klaus Schwabe (* 8. September 1939 in Unterweißbach; † 11. Oktober 2017 in Leipzig) war ein deutscher Bildhauer und Grafiker.

## Leben
Von 1953 bis 1956 absolvierte Klaus Schwabe in dem seinem Geburtsort benachbarten Sitzendorf eine Ausbildung zum Keramikplastiker. 1956–1960 folgte ein Studium an der Fachschule für angewandte Kunst Leipzig unter anderem bei Hellmuth Chemnitz. Dieser Abschluss berechtigte zu einem Hochschulstudium, das Schwabe von 1960 bis 1965 an der Hochschule für Bildende Künste Dresden wahrnahm. Hier war er unter anderem Schüler von Walter Arnold, Gerd Jaeger, Hans Steger und Herbert Naumann.
Ab 1965 war er als freiberuflicher Bildhauer in Leipzig tätig.  Von 1969 bis 1972 lehrte er plastisches Gestalten an der Abendakademie der Hochschule für Grafik und Buchkunst Leipzig (HGB).
1974 gewann er zusammen mit Frank Ruddigkeit und Rolf Kuhrt mit dem Monumental-Relief „Aufbruch“ (Marx-Relief) den Wettbewerb zur bildkünstlerischen Gestaltung der Karl-Marx-Universität Leipzig unter anderem gegen Bernhard Heisig.
Ab 1972 war er an der HGB, Fachklasse Malerei und Graphik, Lehrbeauftragter für plastisches Gestalten. 1983 erhielt Schwabe eine Oberassistentenstelle an der Hochschule für Bildende Künste in Dresden und wurde hier 1984 zum Dozenten und 1986 zum Professor berufen. Von 1983 bis 1993 leitete er eine Bildhauerklasse an der Dresdner Hochschule. Zu seinen Studenten gehörten Gudrun Oltmanns, Thomas Reichstein,  Holger Lippmann, Steffen Bachmann,  Jens Engelhardt und Ingo Garschke. Ab 1993 arbeitete Schwabe wieder freischaffend in Leipzig.
Schwabe war bis 1990 Mitglied des Verbandes Bildender Künstler der DDR, von 1979 bis 1990 Vorsitzender der Sektion Bildhauer und ab 1988 Vizepräsident des Verbandes. Ab 1991 war er Mitglied des Bunds Bildender Künstler Leipzig.
Er hatte in der DDR und im Ausland eine bedeutende Zahl von Einzelausstellungen und Ausstellungsbeteiligungen, in der DDR u. a. von 1972 bis 1988 an der VII. bis X. Kunstausstellung der DDR in Dresden.
Sein Grab befindet sich auf dem Leipziger Südfriedhof.

## Werke (Auswahl)
- 1968 „Junges Paar“, auf dem ehemaligen Sachsenplatz, jetzt Reichsstraße, in Leipzig, Auftragswerk des VEB Kombinat Gießereianlagenbau und Gußerzeugnisse Leipzig (GISAG)[2]
- 1969 „Im Wasser“, Betonrelief in der ehemaligen Schwimmhalle Leipzig-Großzschocher,
- 1975 „Erstummter Zeuge“, Skulptur, Holz, Höhe 190 cm; auf der VIII. Kunstausstellung der DDR[3]
- 1975 „Schwimmerin“, Bronze-Plastik vor dem Sportbad an der Elster in Leipzig-Kleinzschocher
- 1980 Georg-Schumann-Büste für Georg-Schumann-Schule in Leipzig
- 1981 Beteiligung an der Reliefwand „Lied des Lebens“ im  Kultur- und Kongresszentrum  Gera
- 1987 „Bedrohte Familie“, Straße der Skulpturen in St. Wendel
- 2000 „Stele“, am Quellenhaus der Sylt Foundation in Rantum auf Sylt
- 2002 Grabstein für den Kabarettisten Jürgen Hart auf dem Südfriedhof Leipzig
- 2006 „Sitzstein“, erstes Markkleeberger Pleinair für Steinplastik 2006, am oberen östlichen Rundweg um den Markkleeberger See
- 2011 Relieftafel für Lene Voigt in der Kupfergasse in Leipzig
- 2013 Grabstein für den Kabarettisten Christian Becher auf dem Südfriedhof Leipzig
- zahlreiche Kleinplastik in verschiedenen Museen

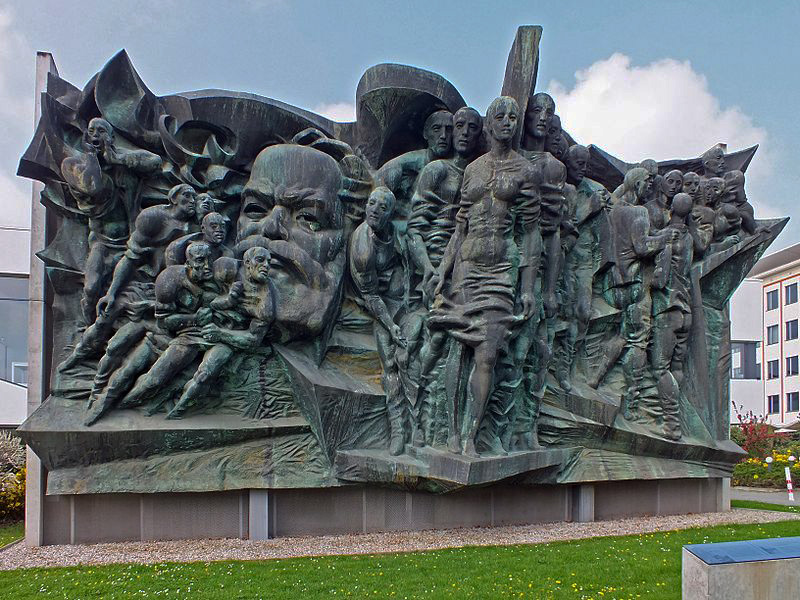
Relief „Aufbruch“ (1970–1974), jetzt auf dem Campus Jahnallee
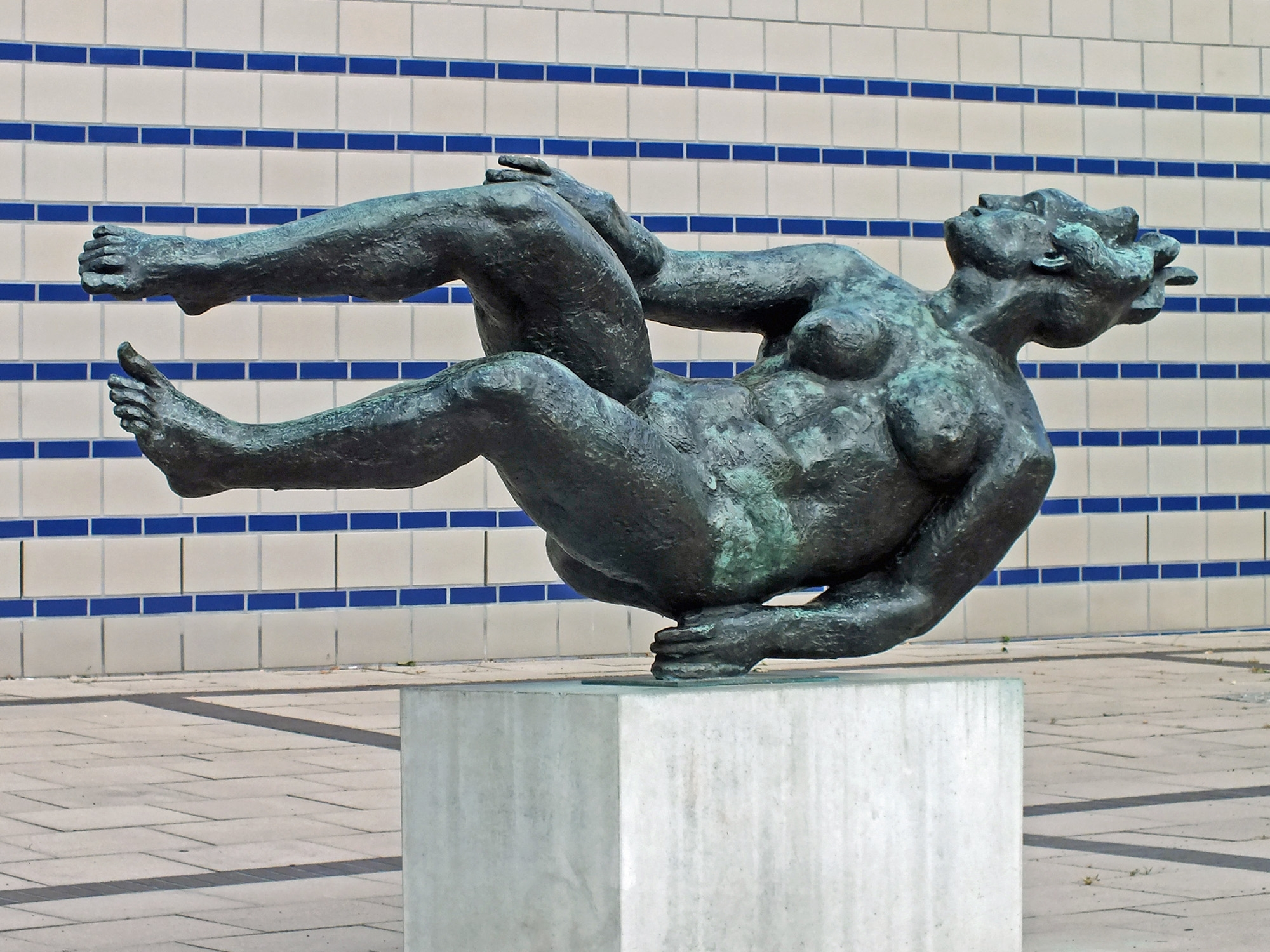
Schwimmerin (1975)
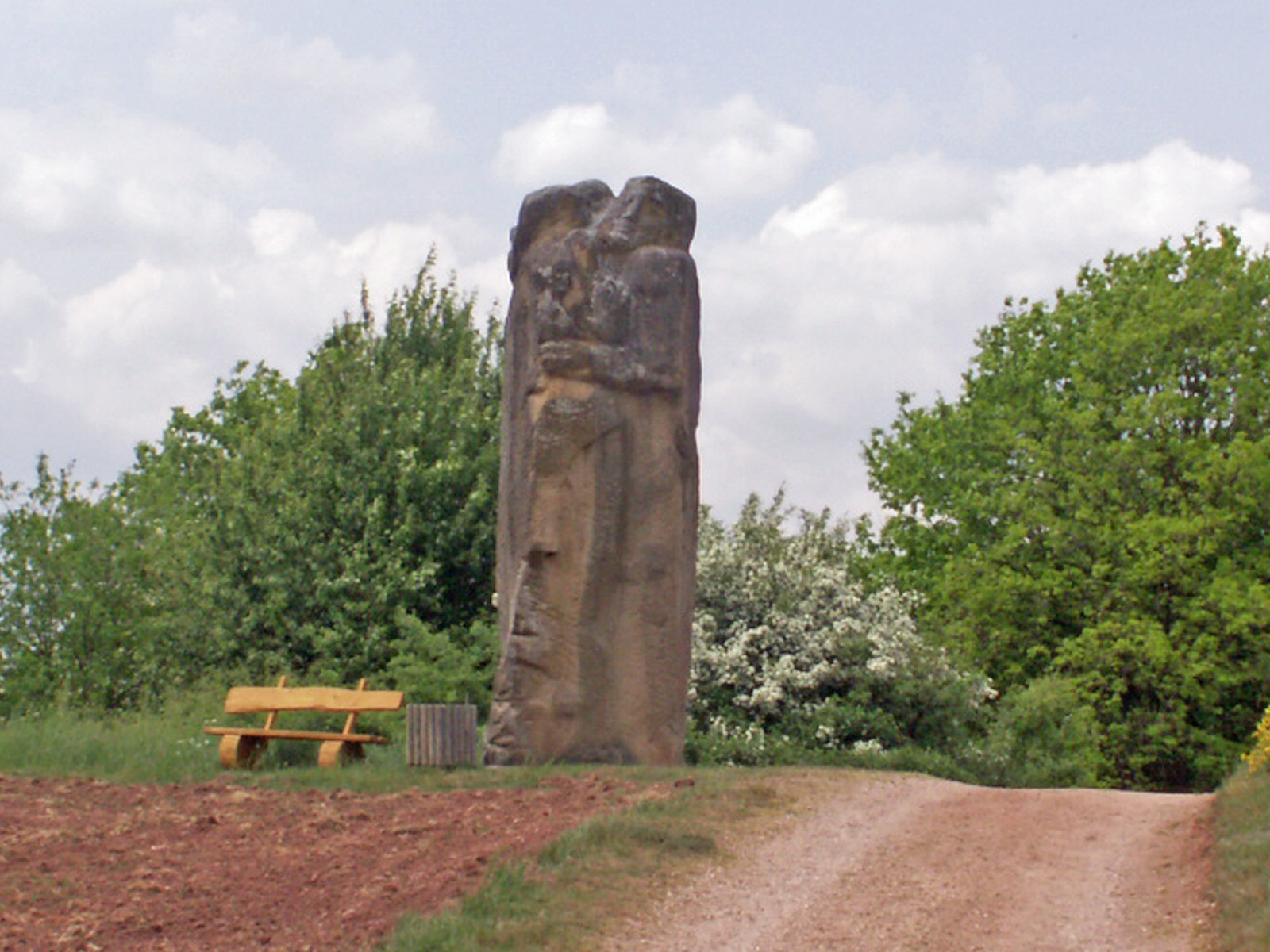
„Bedrohte Familie“ (1987)
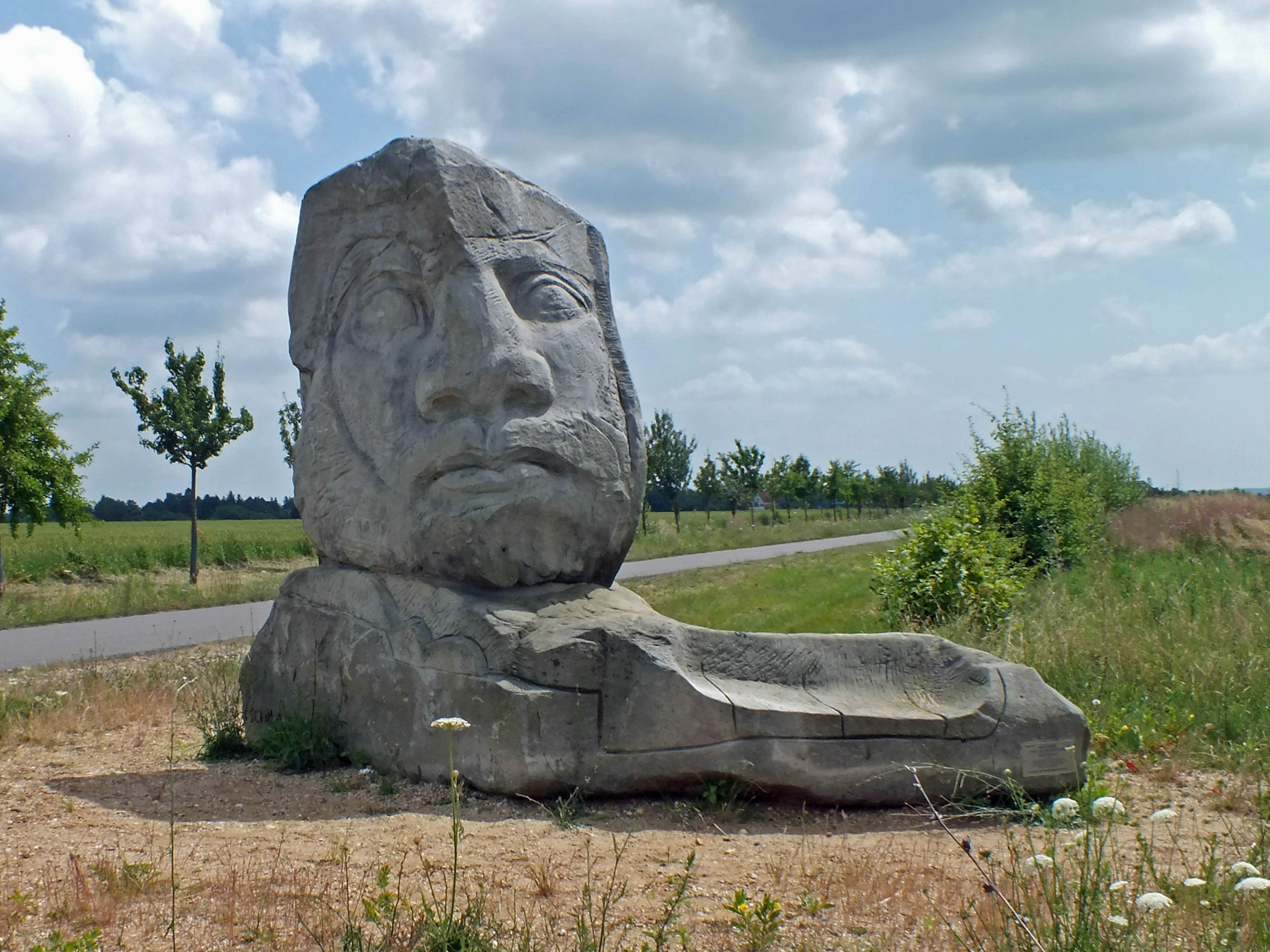
„Sitzstein“, am oberen Rundweg um den Markkleeberger See (2006)
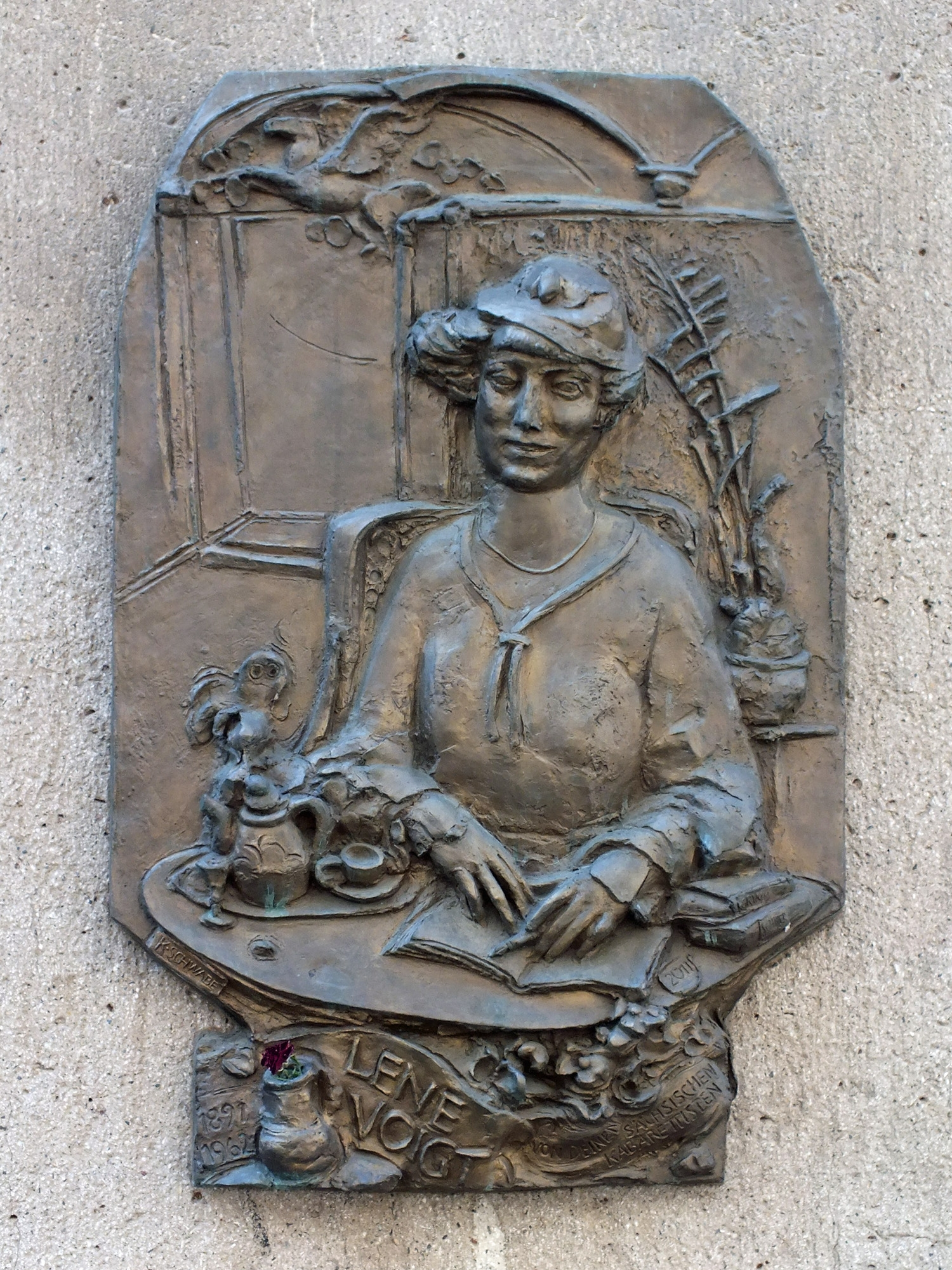
Bronze-Relief zum Andenken an Lene Voigt (2011)
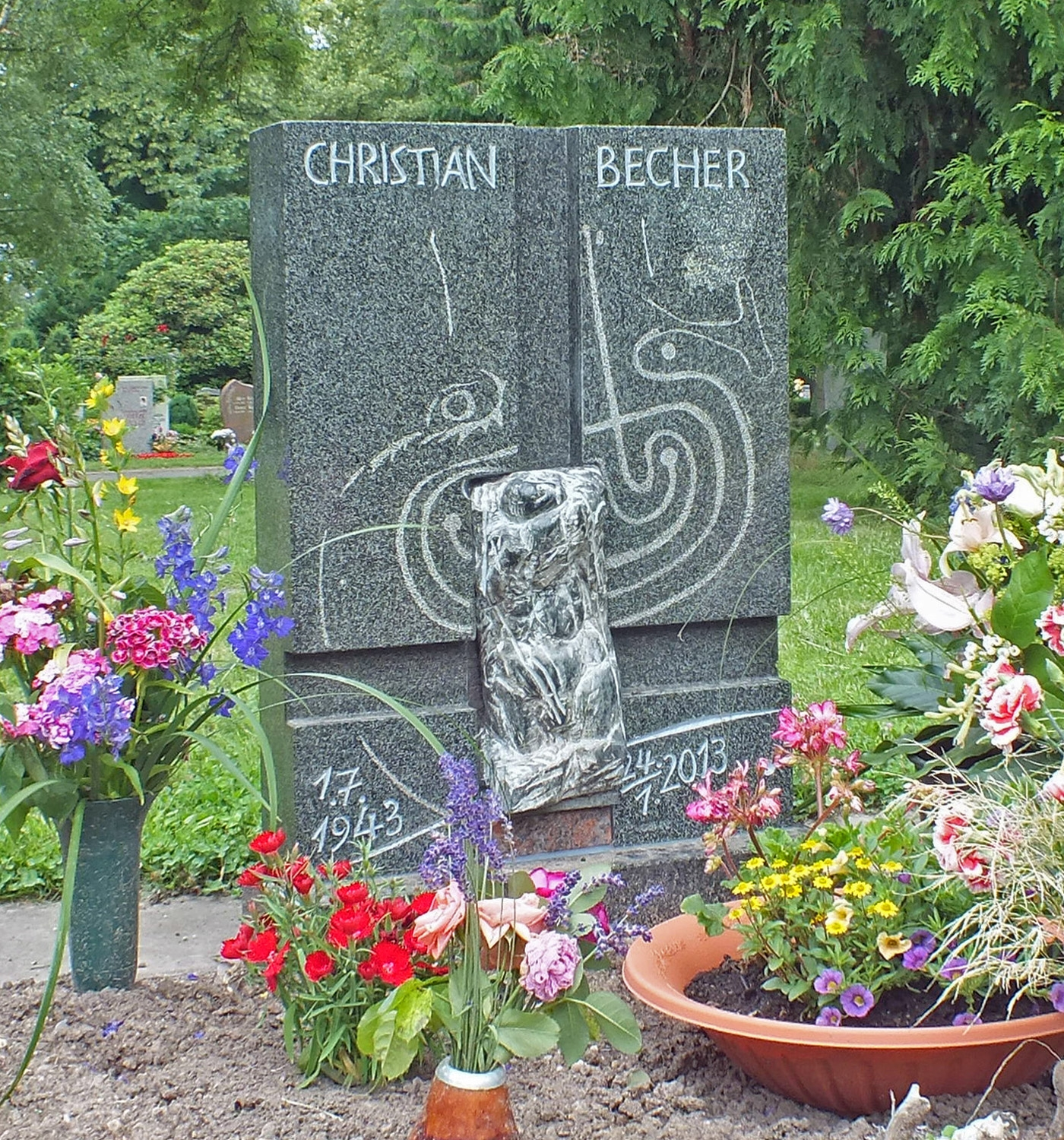
Grabstein für Christian Becher (2013)

## Auszeichnungen
- 1973 Ehrenpreis der Gesellschaft für Deutsch-Sowjetische Freundschaft
- 1974 Kunstpreis der Stadt Leipzig (zusammen mit Ruddigkeit und Kuhrt)
- 1982 Kunstpreis der DDR[4]
- 1982 Kunstpreis des FDGB
- 1989 Nationalpreis der DDR III. Klasse für Kunst und Literatur

## Ausstellungen (unvollständig)
Einzelausstellungen
- Leipzig 1977: Museum der bildenden Künste
- Bad Frankenhausen 1981: Bauernkriegsgedenkstätte
- Gera 1983: Haus der Kultur
- Dresden 1984: Galerie Rähnitzgasse
- Dresden 1990: Galerie Königsstraße.

Ausstellungsbeteiligungen im In- und Ausland
- Venedig 1984: Biennale Venedig
- Modena 1985: Schwabe – Stelzmann – Sitte – Tübke
- Bologna 1986: Arte fiera
- Bonn 1987: Bildhauer aus der DDR
- Insel Mainau 1992: Bilderberichte Leipziger Künstler
- Leipzig 1995: Harmonie der Kontraste

Teilnahme an zahlreichen Symposien
- Antalya/Türkei 1977
- St. Wendel 1987: Straße der Skulpturen
- Berlin 1988: Symposium EC – Stadt Berlin